# Atractylis caerulea
Atractylis caerulea là một loài thực vật có hoa trong họ Cúc. Loài này được Batt. mô tả khoa học đầu tiên năm 1919.